# David Huf
David Huf (* 23. ledna 1999 Jevíčko) je český profesionální fotbalista, který hraje na pozici útočníka za slovenský klub MFK Ružomberok. Je také bývalým českým mládežnickým reprezentantem.

## Hráčská kariéra
Svou kariéru začal v SK Jevíčko, kde působil mezi roky 2005 a 2008. Poté do 2010 hrál za Slovan Moravská Třebová a v letech 2010 až 2012 za TJ Svitavy.

### Pardubice
V roce 2013 se stal členem pardubického klubu. Svého debutu v A-týmu se dočkal 21. března 2015, když nastoupil na závěrečné minuty druholigového utkání proti Karviné. Huf nastoupil ještě do dvou zápasů na konci sezóny 2014/15.
Do A-týmu Pardubic se vrátil v srpnu 2016, dohromady v sezóně 2016/17 nastoupil do 8 ligových zápasů.
Svoji první branku v dresu Pardubic vstřelil 13. května 2018 v zápase proti Varnsdorfu.
V roce 2020 byl členem kádru pardubického mužstva, které vybojovalo postup do nejvyšší soutěže v České republice.
Do základní sestavy Pardubic se Huf propracoval až v sezóně 2020/21, kde se stal klíčovým hráčem klubu po postupu do nejvyšší soutěže. Ve 30 ligových zápasech vstřelil 9 branek a přidal 2 asistence.
Huf pravidelně nastupoval v dresu Pardubic i v sezóně 2021/22; ve 34 zápasech vstřelil 3 branky a pomohl klubu k záchraně v nejvyšší soutěže.

#### Dukla Praha (hostování)
V srpnu 2022 zamířil Huf na půlroční hostování do druholigové Dukly Praha; ve 13 zápasech v jejím dresu ale skórovat nedokázal. V jarní části sezóny se Huf vrátil do Pardubic, kde se však nedokázal prosadit do základní sestavy.

#### Chrudim (hostování)
V létě 2023 odešel na hostování do jiného druholigového týmu, a to do MFK Chrudim. V druhé lize se rychle stal oporou mužstva, v podzimní části sezóny 2023/24 vstřelil 12 branek v 16 ligových zápasech.

#### Bohemians 1905 (hostování)
V lednu 2024 bylo jeho hostování v Chrudimi ukončeno a přesunul se na hostování do prvoligového klubu Bohemians Praha 1905. Během půlroku v pražském klubu odehrál 9 prvoligových utkání a dal dvě branky.

### Ružomberok
V září 2024 přestoupil pardubický odchovanec Huf do slovenského klubu MFK Ružomberok.

## Osobní život
Narodil se do sportovně zaměřené rodiny. Jeho matka se věnovala volejbalu a otec fotbalu. Vyrůstal v Jevíčku, kde ho otec zasvěcoval do fotbalového umu. Poté Huf studoval na sportovním gymnáziu. Když ho dokončil, pokračoval bakalářský programem „Ekonomika a management“ na Fakultě ekonomicko-správní Univerzity Pardubice (FES UP).